# Meselech Melkamu

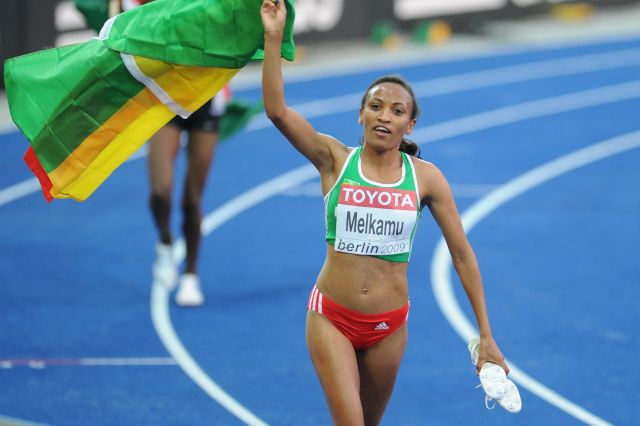
Meselech Melkamu

Meselech Melkamu, född den 27 april 1985 i Debremarkos, är en etiopisk friidrottare som tävlar i medel- och långdistanslöpning.
Melkamus genombrott kom när hon blev världsmästare på 5 000 meter för juniorer vid VM 2004. Hon följde upp det med att bli fyra vid VM i Helsingfors 2005 på tiden 14.43,47. Hon deltog även vid VM i Osaka 2007 där hon slutade på sjätte plats på tiden 15.01,42.
Hennes första internationella medalj vann hon vid inomhus-VM 2008 då hon slutade tvåa på 3 000 meter bakom landsmannen Meseret Defar. Senare samma år deltog hon vid Olympiska sommarspelen 2008 där hon tog sig till finalen på 5 000 meter och slutade åtta. 
Under en tävling i juni 2009 sprang hon 10 000 meter på 29.53,80 vilket är den näst snabbaste tiden någon har sprungit på. Bara Wang Junxia har sprungit fortare.